# Jonathan Adam
Jonathan Adam (ur. 4 września 1984 w Kirkcaldy) – brytyjski kierowca wyścigowy, w sezonie 2009 kierowca zespołu Motorbase Performance w Brytyjskich Mistrzostwach Samochodów Turystycznych (BTCC). Mistrz serii SEAT Cupra Championship w latach 2007 oraz 2008.

## Początki kariery
W latach 1994–2002 Jonathan Adam uczestniczył w szkockich i brytyjskich mistrzostwach kartingowych. W 1999 oraz 2000 roku zwyciężył w serii Scottish Junior TKM, a w kolejnym sezonie w Scottish Rotax Max Open. W ostatnim roku startów w kartingu został sklasyfikowany na piątej pozycji w mistrzostwach British Kart Championship. W 2003 roku startował w szkockiej Formule Ford Zetec, gdzie zwyciężył w dwóch wyścigach, a w klasyfikacji generalnej zajął trzecie miejsce. W tym samym roku wziął ponadto udział w trzech wyścigach Brytyjskiej Formuły Renault, gdzie był kierowcą zespołu Dave Forster Racing.

## Renault Clio Cup
W 2004 roku rozpoczął starty w brytyjskiej edycji Renault Clio Cup, jednej z serii towarzyszących Brytyjskich Mistrzostw Samochodów Turystycznych. W swym debiutanckim wyścigu do mety dojechał na drugiej pozycji, a w kolejnej rundzie (na torze Brands Hatch) zdobył pole position oraz odniósł pierwsze zwycięstwo, utrzymując się na prowadzeniu od startu do mety. Podczas czwartej rundy na Oulton Park zwyciężył w obydwu wyścigach, a w dalszej części sezonu wygrywał jeszcze trzykrotnie. Do ostatniej rundy był jednym z trzech kierowców mających szansę na tytuł mistrzowski, lecz ostatecznie przegrał walkę z obydwoma konkurentami i zajął trzecie miejsce w klasyfikacji generalnej sezonu.
Po zakończeniu sezonu wziął udział w sesji testowej czołowego zespołu BTCC, VX Racing na torze Donington Park, gdzie udostępniono mu zwycięski samochód z sezonu 2004, Vauxhalla Astrę Coupé.
W listopadzie wystartował w zimowej edycji Renault Clio Cup w zastępstwie za Andy'ego Neate'a, który doznał złamania ręki kilka tygodni wcześniej. Zwyciężył w dwóch z czterech wyścigów, zdobywając tytuł mistrzowski oraz wartą około 10 000 £ nagrodę w postaci darmowej rejestracji do sezonu 2005.
W kolejnym roku, który był jego ostatnim w Renault Clio Cup, Jonathan Adam siedemnaście z dwudziestu wyścigów ukończył na podium (w tym jedenaście na najwyższym jego stopniu). W przedostatniej rundzie sezonu na torze Silverstone miał w swoim dorobku liczbę punktów gwarantującą zdobycie tytułu mistrzowskiego, a po ostatnim wyścigu jego przewaga nad najbliższym rywalem, Edem Peadem wynosiła ponad 100 punktów.

## SEAT Cupra Championship

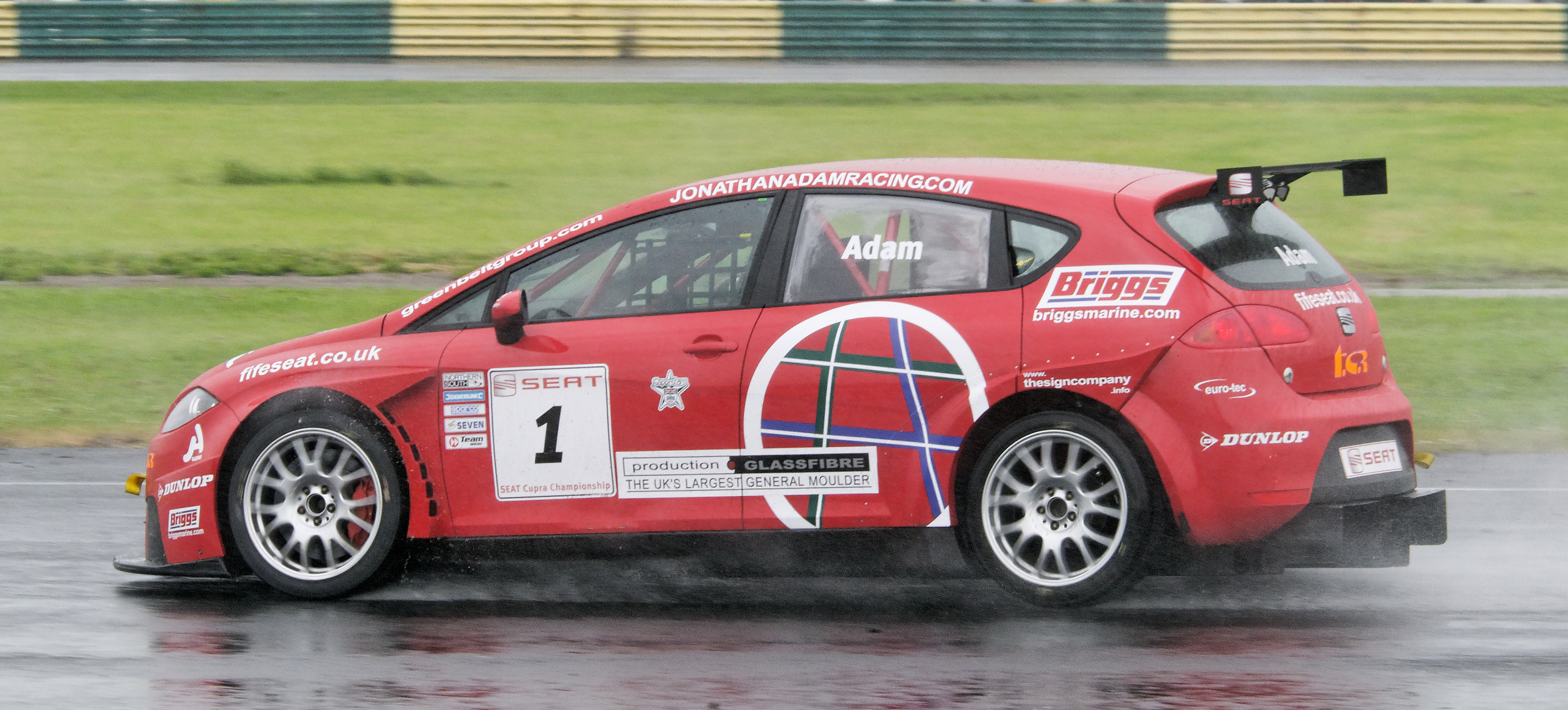
Jonathan Adam w serii SEAT Cupra Championship w sezonie 2008

W 2006 roku rozpoczął uczestnictwo w serii SEAT Cupra Championship wraz z zespołem Total Control Racing, z którym był związany od początku startów w Clio Cup. W debiutanckim sezonie odniósł dwa zwycięstwa (na torach Oulton Park oraz Knockhill), a osiem innych wyścigów ukończył na podium. W klasyfikacji generalnej został pokonany przez Mata Jacksona oraz Alana Blencowe'a. Nagrodą za trzecie miejsce w mistrzostwach było 30 000 £ oraz możliwość przetestowania SEATa Leóna używanego przez zespół SEAT Sport UK w serii BTCC.
Kolejny sezon został przez niego zdominowany - w dwudziestu wyścigach siedemnastokrotnie zdobywał podium (w tym dziewięć pierwszych miejsc), a zwycięstwo w mistrzostwach zapewnił sobie w przedostatniej rundzie na Knockhill Circuit. Ostatecznie sezon 2007 zakończył z przewagą 98 punktów nad drugim w klasyfikacji Fulvio Mussim. Za zwycięstwo otrzymał 100 000 £, a także po raz kolejny wziął udział w teście SEATa Leóna w specyfikacji BTCC.
Początek trzeciego sezonu startów w SEAT Cupra Championship nie był tak udany jak w poprzednim roku - pierwsze zwycięstwo zdobył podczas czwartej rundy na torze Thruxton (wygrał obydwa wyścigi dnia), zajmując wówczas czwarte miejsce w klasyfikacji mistrzostw. Dzięki dobrym wynikom w późniejszych eliminacjach, na dwie rundy przed końcem sezonu zmniejszył stratę do lidera, Roberta Lawsona do pięciu punktów. Przed finałową rundą wysunął się na prowadzenie za sprawą odebrania Lawsonowi 25 punktów w wyniku kary nałożonej na niego za naruszenie regulaminu technicznego podczas przedostatniej rundy mistrzostw. Ostatnie dwa wyścigi sezonu Adam ukończył na podium, jednakże drugi tytuł mistrza SCC został mu przyznany jedynie prowizorycznie z powodu apelacji złożonej przez Roberta Lawsona. Zwycięstwo w mistrzostwach zostało oficjalnie potwierdzone trzy tygodnie później, kiedy Lawson wycofał apelację. Nagrodą za zdobycie tytułu mistrzowskiego miał być występ w jednej z rund BTCC w kolejnym roku w fabrycznym zespole SEATa, jednak nie doszło do tego z powodu wycofania się hiszpańskiego producenta ze sportu motorowego w Wielkiej Brytanii wraz z końcem sezonu 2008. Decyzja ta oznaczała również zakończenie serii SEAT Cupra Championship, w związku z czym Jonathan Adam został jej ostatnim mistrzem i jedynym kierowcą, który zdobył ten tytuł dwukrotnie. Jest również rekordzistą pod względem wygranych wyścigów w SCC - odniósł 20 zwycięstw.

## BTCC

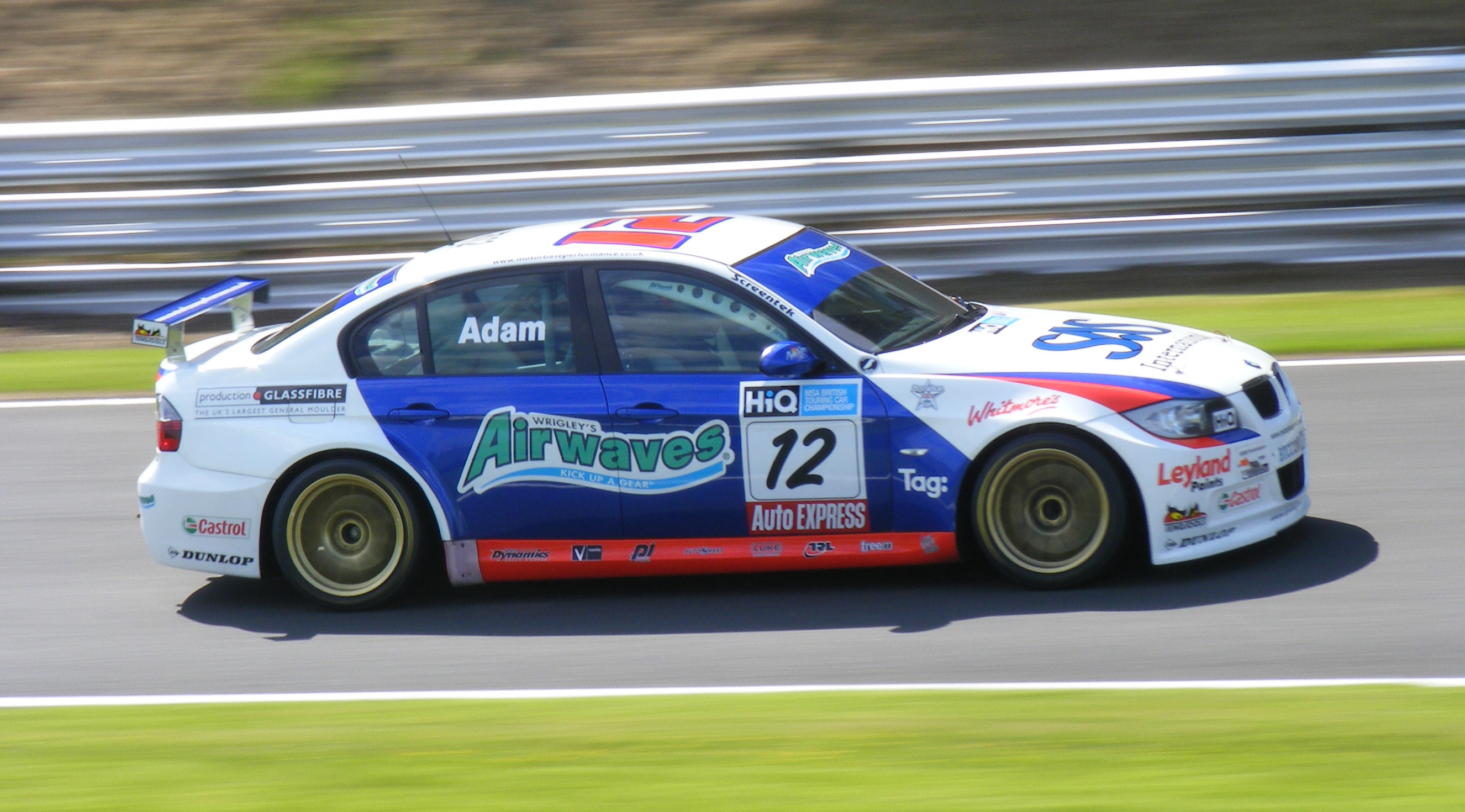
Jonathan Adam w 2009 roku

Pod koniec października 2008, wraz z byłym mistrzem BTCC, Timem Harveyem wziął udział w sesji testowej zespołu Motorbase Performance, gdzie za kierownicą BMW 320si pokonał 85 okrążeń toru Brands Hatch. Planowo miał uczestniczyć tylko w jednym dniu sesji, jednak pozytywny przebieg jazd testowych sprawił, iż zespół zaprosił go do udziału również w kolejnym dniu testów. 11 marca 2009, na trzy tygodnie przed rozpoczęciem sezonu, Jonathan Adam został oficjalnie potwierdzony jako kierowca Motorbase.
W pierwszej przedsezonowej sesji testowej został sklasyfikowany na drugiej pozycji, z dokładnie jedną dziesiątą sekundy straty do mistrza z poprzedniego roku, Fabrizio Giovanardiego. W swojej debiutanckiej sesji kwalifikacyjnej na Brands Hatch zajął szóste miejsce, lecz w inauguracyjnym wyścigu sezonu został zmuszony do wycofania się po przejechaniu jednego okrążenia. W jego samochodzie uszkodzone zostało przednie zawieszenie, gdy tuż po starcie uderzył w niego Gordon Shedden wytrącony z toru jazdy przez Stephena Jelleya. Podczas drugiego wyścigu awansował z dziewiętnastej na dziewiątą pozycję, co przełożyło się na start z drugiego miejsca do finałowego wyścigu dnia (według obowiązujących w BTCC przepisów, sześciu do dziesięciu zawodników startuje do trzeciego wyścigu dnia w odwróconej kolejności - dokładna liczba jest losowana przed jego rozpoczęciem). Na początku drugiego okrążenia, na dohamowaniu przed pierwszym zakrętem uderzył w tył samochodu lidera, Jasona Plato. W wyniku kontaktu Plato wpadł w poślizg, jednak zdołał go opanować i utrzymać drugą pozycję. Adam ukończył wyścig na pierwszej pozycji i został uhonorowany jako jego zwycięzca, lecz jeszcze tego samego dnia sędziowie ukarali go za wypchnięcie konkurenta. Do jego rezultatu doliczono cztery sekundy, co oznaczało spadek na drugie miejsce i stratę wygranej na rzecz Jasona Plato.

## Starty w BTCC
| Sezon | Zespół                | Samochód  | Starty | Zwycięstwa | Podium | PP | NO | Punkty | Miejsce |
| ----- | --------------------- | --------- | ------ | ---------- | ------ | -- | -- | ------ | ------- |
| 2009  | Motorbase Performance | BMW 320si | 30     | -          | 2      | -  | 1  | 116    | 8       |